# Litsea carrii
Litsea carrii är en lagerväxtart som beskrevs av André Joseph Guillaume Henri Kostermans. Litsea carrii ingår i släktet Litsea och familjen lagerväxter. Inga underarter finns listade i Catalogue of Life.